# 释延参
延参法师（1962年—），字明超，号糊涂山人，山东人，中國佛教僧人、书画家。河北省沧州市佛教协会会长。延参法师披剃出家后，曾学习佛教天台宗、临济宗、曹洞宗等汉传佛教宗派，热衷于社会活动，2007年時支持北京奧運、配合百事可樂將其照片印在可樂罐上。2011年开通名为“延参法师”的新浪微博账号，2012年時、因一段遭藏酋猴戲弄的影片而在網路走紅。

## 網路爆紅
2012年6月，延参法师在峨眉山拍攝宣傳環境保護的影片，當時他手持麥克風、靠著欄杆，正在誦讀影片的文稿，在講到「讓歲月多一些輝煌、讓人生多一些精彩」時，不斷遭到後方多隻野生藏酋猴干擾，包括攀附身體、搭肩膀、爬到頭頂、拉扯袈裟、拍打麥克風等，使得影片必須不斷重錄，延參法師在影片中不動如山的修養受到網友的討論與支持。